# Aspila flavirufa
Aspila flavirufa är en fjärilsart som beskrevs av George Francis Hampson 1910. Aspila flavirufa ingår i släktet Aspila och familjen nattflyn. Inga underarter finns listade i Catalogue of Life.